# Maliattha bicolor
Maliattha bicolor is een vlinder uit de familie van de uilen (Noctuidae). De wetenschappelijke naam van deze soort is voor het eerst voorgesteld door Pierre Viette in een publicatie uit 1982.
De soort komt voor op Madagaskar.